# Yerington
La ville de Yerington est le siège du comté de Lyon, situé dans le Nevada, aux États-Unis. Sa population s’élevait à 3 048 habitants lors du recensement de 2010, estimée à 3 142 habitants en 2016.